# Матвєєва Новелла Миколаївна
Новелла Миколаївна Матвєєва (7 жовтня 1934, м. Пушкін, Ленінградська область, СРСР — 4 вересня 2016, Московська область, Росія) — радянська і російська поетеса.

## Біографічні відомості
Навчалась на Вищих літературних курсах Московського літературного інституту ім. М. Горького (1960—1962).
Друкувалась з 1961 р.
Автор тексту пісень до українських фільмів: «Повість про Пташкіна» (1964), «Іноземка» (1965), «Довгі дні, короткі тижні...» (1980, т/ф, 2 с.; також і виконавиця пісні).

## Суспільні та етичні погляди
- Привітала російську анексію Криму у 2014. (вірші «Вернулся Крым в Россию!»)[3]
- Називала демократичну російську опозицію режиму Путіна «контрою», «шкідниками» і «зрадниками батьківщини» (вірши «Контра»)
- Захищала Сталіна та сталінізм (вірші «Разгул», 2014)[4]

## Виноски
1. ↑  Чеська національна авторитетна база даних
2. ↑  ПроДетЛит — 2019.
3. ↑  див. публікацію ультрапатріотичних віршів Н.Матвєєвої в: «Литературная газета», № 39, 8.10.2014
4. ↑  Радіо Свобода: Палачи от культуры [Архівовано 16 червня 2021 у Wayback Machine.]. 8.10.2014